# Le Miroir (hebdomadaire photographique)
Pour les articles homonymes, voir Le Miroir.
Le Miroir est un hebdomadaire illustré français lancé en 1910 comme supplément du Petit Parisien, puis comme périodique autonome à partir de janvier 1912 et contenant essentiellement des photographies d'actualité. Il devient Le Miroir des sports en juillet 1920.

## Présentation
Le Miroir s'inscrit dans le prolongement de plusieurs périodiques français faisant appel massivement à la photographie : avec notamment l'hebdomadaire La Vie illustrée lancée en 1898 par Félix Juven, puis le quotidien Excelsior, lancé en 1910 par Pierre Lafitte.
En 1910, Le Miroir est d'abord un cahier spécial rubriqué à l'intérieur de l'édition du Petit Parisien illustré qui sort en fin de semaine au prix de 5 centimes de francs : on compte parmi tous ses suppléments, Le Petit Parisien supplément littéraire illustré avec lequel le cahier du Miroir est proposé, mais au prix de 10 centimes.
Il ne devient journal « indépendant » qu'à partir du 28 janvier 1912 — après n'avoir été qu'un supplément dominical selon Pierre Albert. Le Miroir est dû à l'initiative de Félix Juven, en association avec la famille Dupuy, propriétaire du quotidien Le Petit Parisien : il se compose d'un mélange d'actualités mondaines, de pages spectacles, sportives, de feuilletons romanesques ; les illustrations dominantes sont des reproductions de photographies mais collaborent aussi de nombreux illustrateurs. Sur une vingtaine de pages, on en trouve généralement quatre en couleurs.
Le 31 mars 1912 Le Miroir, qui porte le numéro 1, cesse d'avoir comme sous-titre « supplément [dominical] illustré du Petit Parisien » à 10 centimes : il connut sa plus grande diffusion avec la Première Guerre mondiale, évènement auquel il se consacra exclusivement jusqu'à la fin du conflit.
En 1913, Le Miroir tire à 400 000 exemplaires, suivant en ça le volume de vente du Petit Parisien. Il est parfois sous-titré avant août 1914, « Le plus bel illustré français », et est vendu 15 centimes en moyenne, avec des pointes allant jusqu'à 50 centimes pour 60 pages. Durant cette période, certaines couvertures sont illustrées de dessins en couleurs : ce ne sera plus à partir de la fin de 1913. L'argument de vente devient photographique, avec en ligne de mire, « la vérité ». Le 13 juillet 1913, la une du no 68 montre la photo d'un tirailleur sénégalais légendée « « Y a bon » : Le tirailleur sénégalais, brave et fidèle serviteur de la mère-patrie, tout heureux et tout fier de défiler à Longchamp, sous les yeux reconnaissants des Parisiens ».
À compter du 8 août 1914, après avoir démarré une nouvelle série, Le Miroir passe en régime reportage de guerre : moins de pages (pénurie du papier oblige), illustré seulement de photos (dont beaucoup sont retouchées pour rehausser les détails), pour 25 centimes.
Dès le premier mois de la Première Guerre mondiale, il annonce sur sa couverture : « Le Miroir paie n'importe quel prix les documents photographiques relatifs à la guerre, présentant un intérêt particulier » : de fait, il n'hésite pas à montrer des cadavres de soldats, par exemple, la une du 6 décembre 1914 (un Allemand suspendu dans un arbre, ci-dessous), ou celle du 8 octobre 1916 (un charnier de civils fusillés découvert sous la paille). Dès 2001, Joëlle Beurier découvre que, durant cette guerre et de manière presque exclusive en Europe, Le Miroir sert d'organe proposant à l'arrière français une vision vraiment réaliste de la violence en cours. « pour dire la guerre, [il faut ] recréer sa violence. C'est l'utilisation du choc visuel comme substitut de l’événement vécu. ». Par le biais de "photo-combattant", ancêtre du photoreporter, il parvient à obtenir et publier les photographies les plus sensationnelles de la guerre, et jamais publiées jusque-là.
Le siège de l'hebdomadaire était au 18, rue d'Enghien.
Le jeudi 8 juillet 1920, Le Miroir devient Le Miroir des sports, un magazine sportif également exclusivement photographique : cette première une est consacrée à Suzanne Lenglen. 
En 1939, la parution du Miroir des Sports est cependant interrompue,  après le numéro 1084 du 29 août. Le Miroir reparaît alors dans les numéros 1085 et 1086,  avant de reprendre au n° 3 d'une nouvelle série,  le 19 septembre 1939. Ces numéros retracent les faits de guerre de l'armée lors de la campagne de France en proposant de rétribuer au meilleur prix les photographies présentant un intérêt particulier, comme lors de la Première Guerre mondiale. 40 numéros sortent alors jusqu'au 7 juin. Le Miroir reparaît une nouvelle fois sous le nom de Miroir des sports le 7 avril 1941.

## Quelques-unes et pages notables

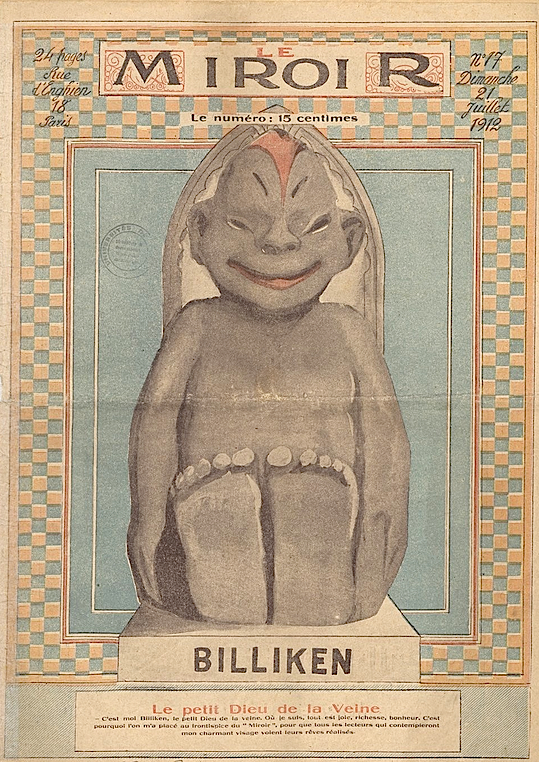
Couverture du no 17 daté 21 juillet 1912 avec un « billiken », divinité japonaise porte-bonheur...
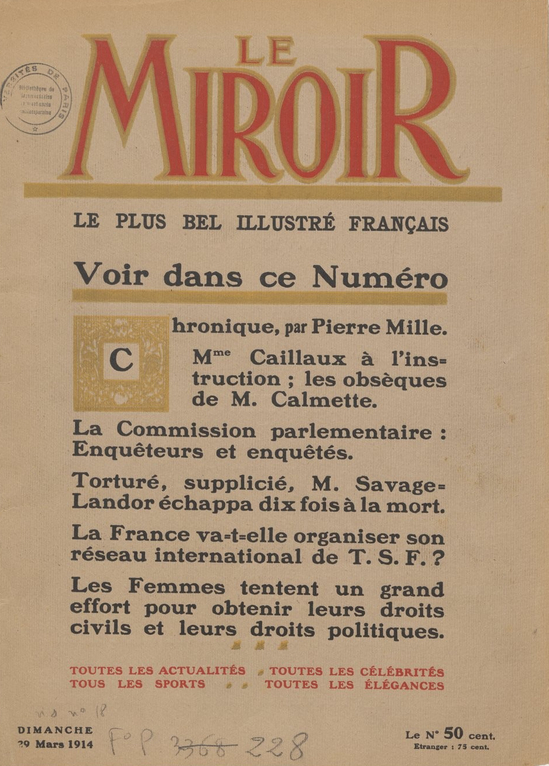
Couverture du no 18, nouvelle série, daté 29 mars 1914.
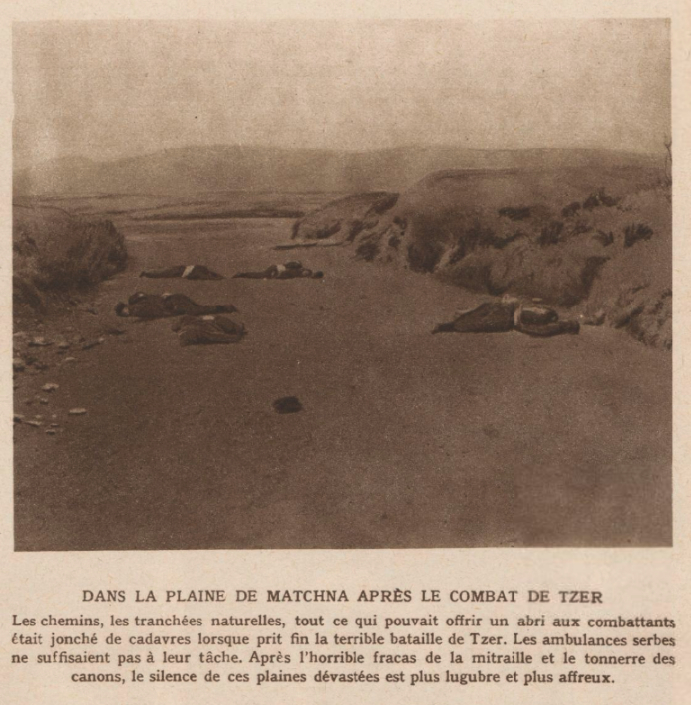
Page 5 du no 41, 6 septembre 1914 : premiers morts en photo, des soldats serbes après la bataille de Cer.
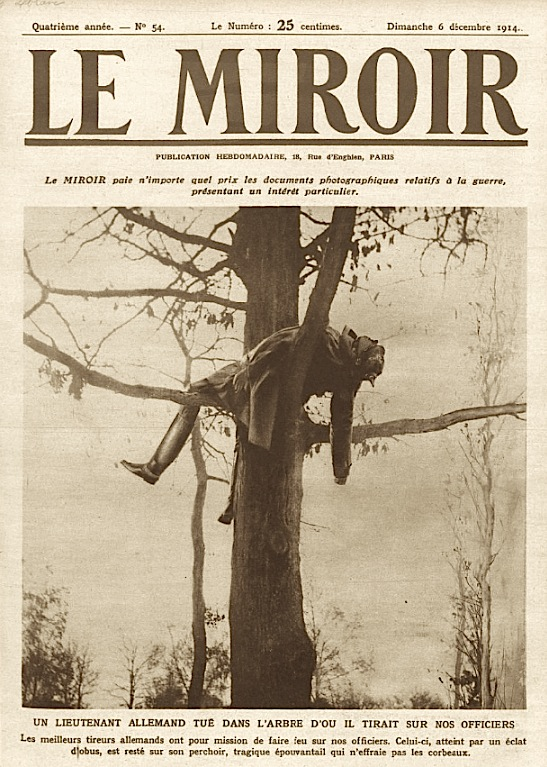
Une du no 54, 6 décembre 1914 : corps d'un lieutenant allemand dans un arbre.
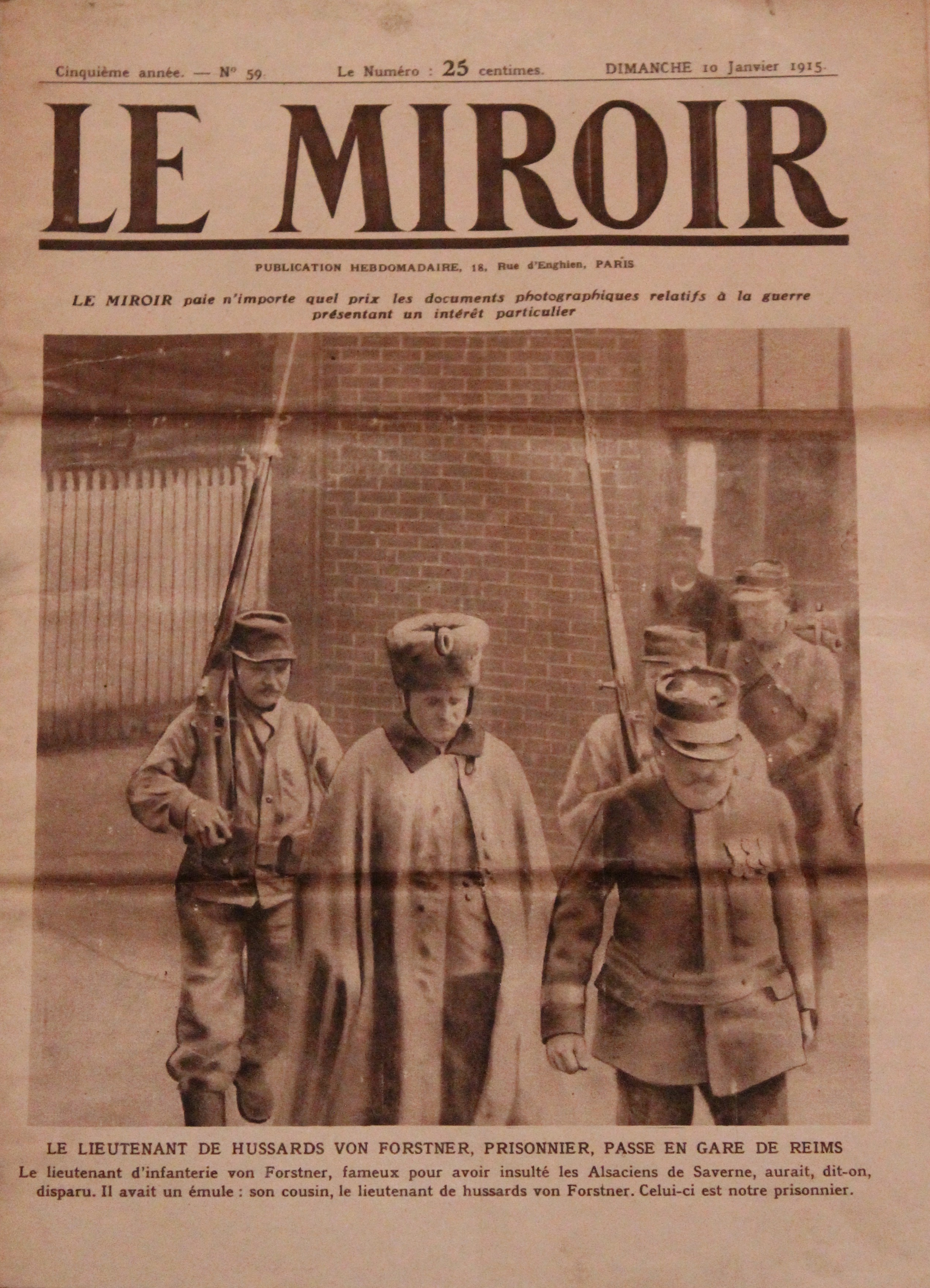
Une du no 59, 10 janvier 1915 : Lieutenant von Frostner, fait prisonnier par l'armée française, de passage en gare de Reims.
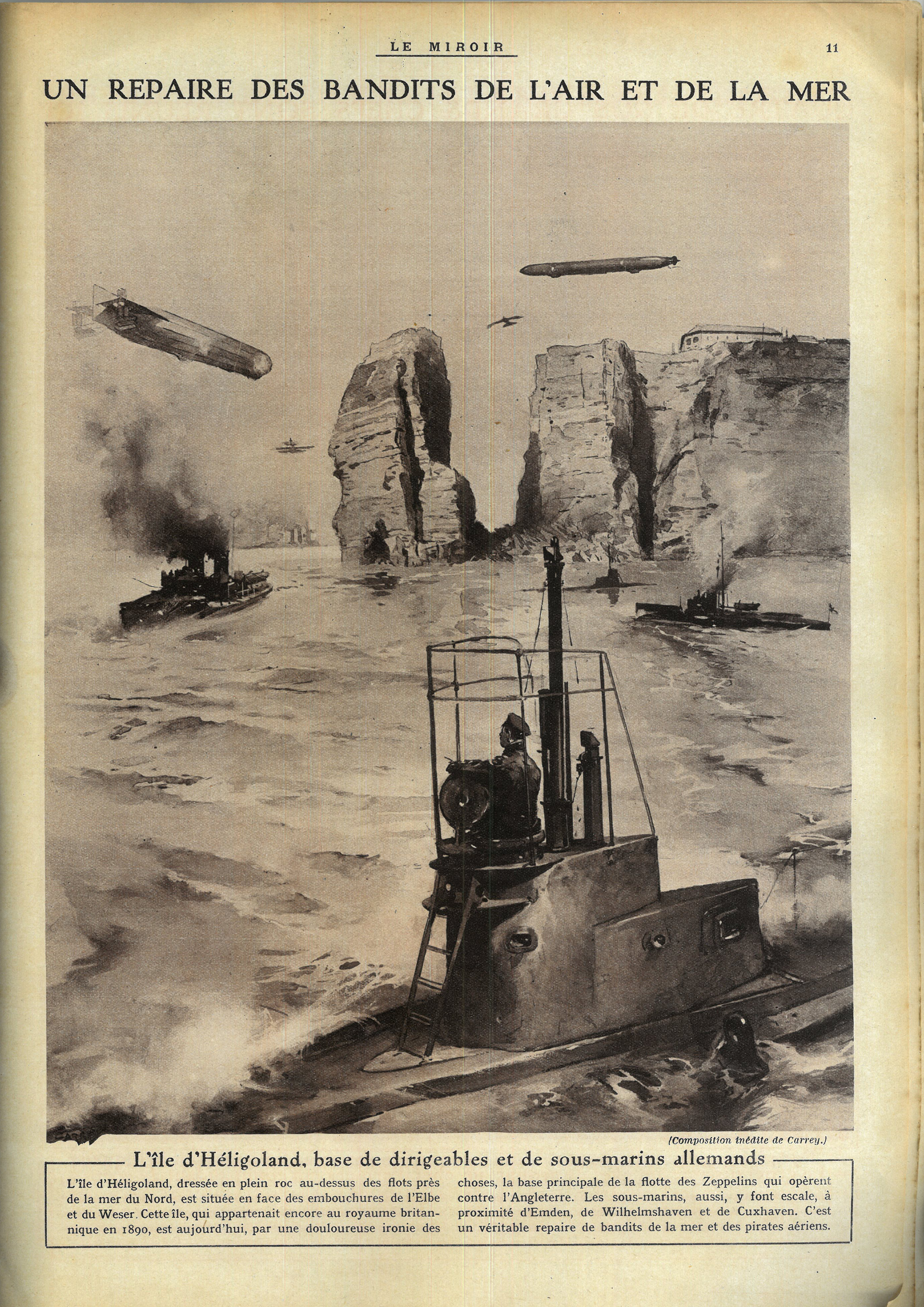
Un repaire des bandits de l'air et de la mer : cache de zeppelins et u-boats allemands, 2 mai 1915, ill. de Paul Carrey.
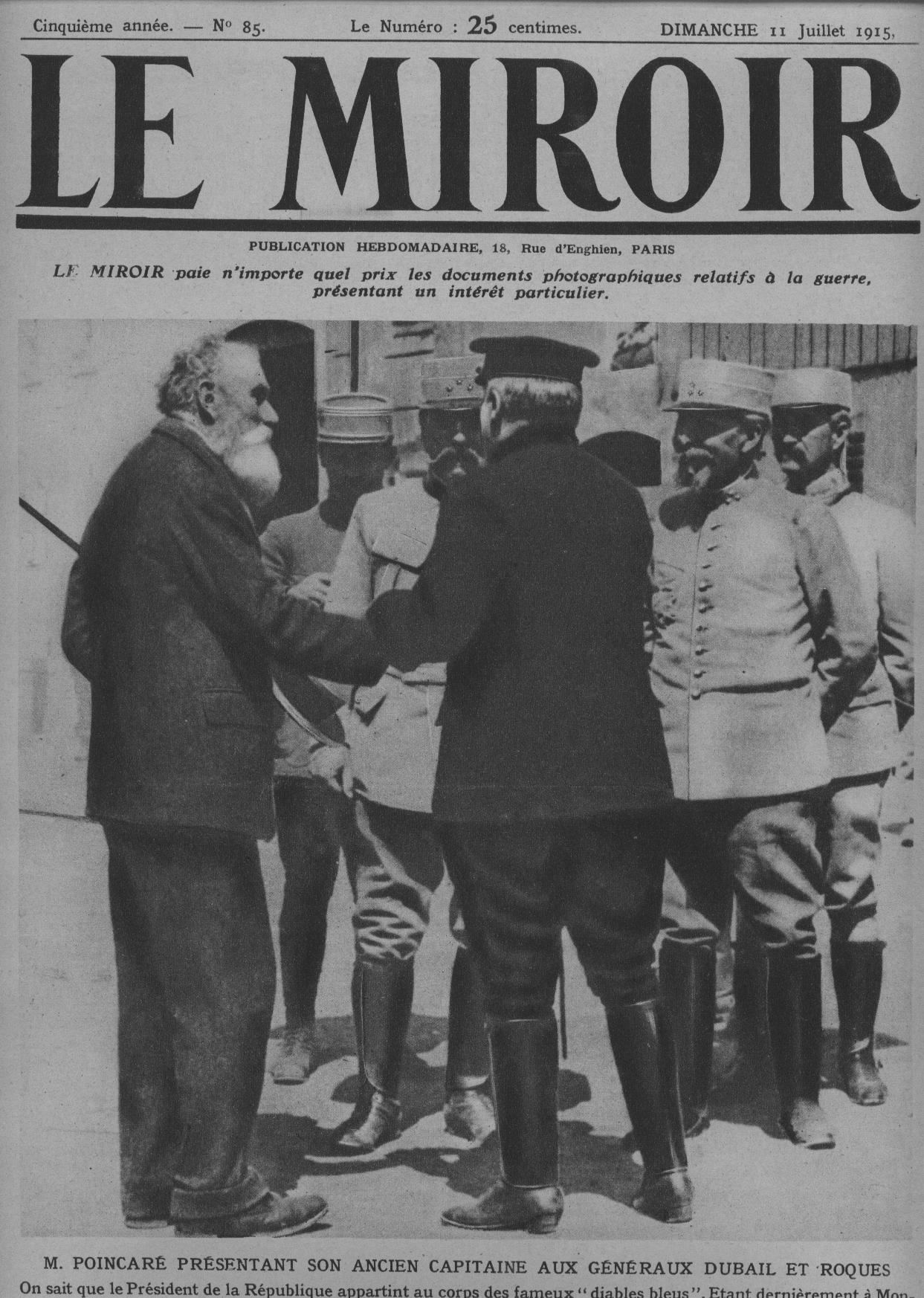
Une du no 85, 11 juillet 1915 : Raymond Poincaré de dos, Augustin Dubail et Pierre Auguste Roques.

## Exposition
- 8 février - 8 avril 2007 : Voir pour savoir : quand "Le Miroir" racontait la Grande guerre, Palais du Tau, Reims[7],[8].